# Marc Brillaud de Laujardière
Pour les articles homonymes, voir Brillaud.

L'église Sainte-Agnès à Maisons-Alfort.

Marc Paul Henri Brillaud de Laujardière est un architecte et urbaniste français né à Paris 16e le 30 mars 1889 où il est mort le 2 février 1973.

## Biographie
Marc Brillaud de Laujardière appartient à une famille établie à Nantes au XVIIIe siècle. Il est le fils du publiciste Charles Brillaud de Laujardière, directeur du Syndicat central des Agriculteurs de France à Paris, et le petit-fils de Jules Benoît. Il épouse successivement Suzanne Bedin, Nelly Hébrard (petite-fille d'Adrien Hébrard et héritière de la Fonderie Hébrard) puis  Yvonne Smeesters (remariée à Johnny Hess).
Diplômé de l'École nationale supérieure des beaux-arts de Paris en 1914, il est grand Prix de Rome en 1920. Il s'associe au cabinet de Raymond Puthomme. Ils réalisent notamment l'église Sainte-Agnès à Maisons-Alfort en 1933 (classée Monument historique en 1986).
Après la Seconde Guerre mondiale, il travaille sur les premiers projets de la reconstruction de Saint-Malo puis est nommé architecte en chef de la reconstruction de Caen, en 1946. Son travail consiste à moderniser la ville, en l'aérant et en l'adaptant à l'ère de l'automobile tout en mariant le neuf et l'ancien. Il est à l'origine de la grande perspective de l'avenue du 6 juin qui aurait dû s'achever par une percée au milieu du château, jusqu'à l'actuelle université. Finalement, le projet ne sera que partiellement réalisé.
Une avenue et une esplanade portent son nom à Caen.

## Principales réalisations
- 1926 : Banque de France à Grenoble
- 1930 : immeuble boulevard du Général Kœnig à Neuilly-sur-Seine
- 1931 : immeuble 14-16, rue du Helder dans le 9e arrondissement de Paris
- 1931 : immeuble 1, rue des Dardanelles dans le 17e arrondissement de Paris
- 1933 : église Sainte-Agnès à Maisons-Alfort[3].
- 1935 : stade et piscine rue du Moulin-d'Enfert à Maisons-Alfort
- 1935 : immeuble d'habitation à Athis-Mons[4]
- 1935 : piscine de Trouville, décorée en émaux de Briare (détruite depuis) [5]
- 1944-1946 : plan d'aménagement et de reconstruction de Saint-Servan-sur-Mer, commune de Saint-Malo
- 1946 : cité d'Authie, quartier Saint-Paul à Caen
- 1950 : centre administratif départemental à Caen
- 1954 : salle d'audience de la Cour de Cassation dans le 1er arrondissement de Paris